# Liste der Baudenkmäler in Neuenmarkt
Auf dieser Seite sind die Baudenkmäler in der oberfränkischen Gemeinde Neuenmarkt zusammengestellt. Diese Tabelle ist eine Teilliste der Liste der Baudenkmäler in Bayern. Grundlage ist die Bayerische Denkmalliste, die auf Basis des Bayerischen Denkmalschutzgesetzes vom 1. Oktober 1973 erstmals erstellt wurde und seither durch das Bayerische Landesamt für Denkmalpflege geführt wird. Die folgenden Angaben ersetzen nicht die rechtsverbindliche Auskunft der Denkmalschutzbehörde.
 Diese Liste gibt den Fortschreibungsstand vom 8. November 2014 wieder und enthält 17 Baudenkmäler.

## Baudenkmäler nach Gemeindeteilen

### Neuenmarkt
| Lage                                                            | Objekt                                                                                  | Beschreibung | Akten-Nr.     | Bild                                                                    |
| --------------------------------------------------------------- | --------------------------------------------------------------------------------------- | --- | ------------- | ----------------------------------------------------------------------- |
| Bahnhofstraße 8, Nähe Bahnhofstraße, Bahnhofstraße 6 (Standort) | Bahnhof Neuenmarkt-Wirsberg der Ludwig-Süd-Nord-Bahn                                    | Empfangsgebäude, zweigeschossiger Sandsteinquaderbau mit Walmdächern, um 1845/50 | D-4-77-143-1  | weitere Bilder                                                          |
| Bahnhofstraße 8, Nähe Bahnhofstraße, Bahnhofstraße 6 (Standort) | Bahnhof Neuenmarkt-Wirsberg der Ludwig-Süd-Nord-Bahn, drei Nebengebäude                 | Zweite Hälfte 19. Jahrhundert | D-4-77-143-1  | Bahnhof Neuenmarkt-Wirsberg der Ludwig-Süd-Nord-Bahn, drei Nebengebäude |
| Bahnhofstraße 8, Nähe Bahnhofstraße, Bahnhofstraße 6 (Standort) | Bahnhof Neuenmarkt-Wirsberg der Ludwig-Süd-Nord-Bahn, Perrondächer mit Gusseisenstützen | Späteres 19. Jahrhundert | D-4-77-143-1  | BW                                                                      |
| Bahnhofstraße (Standort)                                        | Gedenkstein für Johann Krauß                                                            | 1928 | D-4-77-143-2  | Gedenkstein für Johann Krauß                                            |
| Bahnlinie Bamberg - Hof (Saale) Hbf (Standort)                  | Wasserdurchlass                                                                         | sogenannte Vorflutbrücke, Streckenüberführung Strecke 5100 Bamberg-Hof bei Bahn-km 72,177, einjochigrundbogige Sandsteinquaderbrücke, 1846, Verbreiterung einjochig-parabelbogige Sandsteinquaderbrücke, 1897, Verstärkung der Flügelmauer mit Beton 1956 | D-4-77-143-22 | BW                                                                      |
| Bahnlinie Bamberg - Hof (Saale) Hbf (Standort)                  | Eisenbahnbrücke                                                                         | Streckenüberführung über den Krebsbach, Strecke 5100 Bamberg-Hof bei Bahn-km 72,023, einjochig-stichbogige Sandsteinquaderbrücke, 1846, Verbreiterung mit einjochig-parabelbogiger Sandsteinquaderbrücke, 1897, Verstärkung mit Beton 1956 | D-4-77-143-23 | BW                                                                      |
| Bahnlinie Bamberg - Hof (Saale) Hbf (Standort)                  | Eisenbahnbrücke                                                                         | Streckenüberführung über den Gütleinsbach, Strecke 5100 Bamberg-Hof bei Bahn-km 73,053, einjochig-rundbogige Sandsteinquaderbrücke, 1846, Verbreiterung mit einjochig parabelbogiger Sandsteinquaderbrücke, 1897, Verstärkung der Flügelmauer mit Beton 1956                                                                                                   | D-4-77-143-24 | BW                                                                      |
| Birkenstraße 5, Birkenstraße 3, Birkenstraße 7 (Standort)       | Bahnbetriebswerk                                                                        | Gesamtanlage der Zeit um 1900: Ziegelrohbauten, zum Teil mit architektonischen Gliederungen aus Sandstein - Ringlokschuppen (mit seltener Segmentdrehscheibe) - Verwaltungs- und Übernachtungshaus - Wartungshalle - Lokomotiven-Remise - Lagerhalle - Bunker ferner Gleisanlagen, Holzlege neben dem Übernachtungshaus, Umladebahnsteig und Eisenbahnergarten | D-4-77-143-17 | weitere Bilder                                                          |
| Nähe Dorfstraße (Standort)                                      | Kriegerdenkmal für die Gefallenen von 1914/18                                           | Am Dorfplatz | D-4-77-143-5  | weitere Bilder                                                          |
| Jahnstraße 5 (Standort)                                         | Katholische Pfarrkirche Clemens Maria                                                   | Bezeichnet „1925“; mit Ausstattung | D-4-77-143-3  | weitere Bilder                                                          |
| Kirchweg 4, Kirchweg, Kirchweg 2 (Standort)                     | Evangelisch-lutherische Pfarrkirche                                                     | Verputzter Satteldachbau mit Dachreiter, konservative Moderne, 1925–26; mit Ausstattung; zugehörige Mauer | D-4-77-143-4  | weitere Bilder                                                          |

### Eichmühle
| Lage                   | Objekt       | Beschreibung                                                                     | Akten-Nr.    | Bild |
| ---------------------- | ------------ | -------------------------------------------------------------------------------- | ------------ | ---- |
| Schlömen 25 (Standort) | Mühle        | Zweigeschossiger gestreckter Satteldachbau, bezeichnet „1834“                    | D-4-77-143-6 | BW   |
| Schlömen 26 (Standort) | Nebengebäude | Im Erdgeschoss ehemals Stall, zweigeschossiger Satteldachbau, Sandstein, um 1834 | D-4-77-143-7 | BW   |

### Hegnabrunn
| Lage                                    | Objekt                       | Beschreibung | Akten-Nr.     | Bild           |
| --------------------------------------- | ---------------------------- | --- | ------------- | -------------- |
| Hegnabrunn 49, In Hegnabrunn (Standort) | Wohnstallhaus                | Zweigeschossiger Satteldachbau mit hohem Sandsteinkellergeschoss, bezeichnet „1825“, 1877 aufgestockt            | D-4-77-143-8  | weitere Bilder |
| Hegnabrunn 49, In Hegnabrunn (Standort) | Zwei zugehörige Nebengebäude | Sandsteinquaderbauten, Satteldach, wohl 19. Jahrhundert                                                          | D-4-77-143-8  | weitere Bilder |
| Hegnabrunn 100 (Standort)               | Wohnstallhaus                | Eingeschossiger Sandsteinquaderbau unter Satteldach, Giebel mit dekorierten Fensterbrüstungen, bezeichnet „1857“ | D-4-77-143-16 | BW             |
| Hegnabrunn 100 (Standort)               | Zugehörige Einfriedung       | Wohl zweite Hälfte 19. Jahrhundert                                                                               | D-4-77-143-16 | BW             |

### Schlömen
| Lage | Objekt                               | Beschreibung                                                                                              | Akten-Nr.     | Bild                                 |
| --- | ------------------------------------ | --- | ------------- | ------------------------------------ |
| Schlömen 2 (Standort) | Wohnstallhaus                        | Eingeschossiger Sandsteinquaderbau, Satteldach, bezeichnet „1835“                                         | D-4-77-143-9  | BW                                   |
| Schlömen 2 (Standort) | Kastenhaus                           | Dazugehörig, zweigeschossiger Giebelbau mit Fachwerkobergeschoss und hofseitiger Laube, bezeichnet „1722“ | D-4-77-143-9  | BW                                   |
| Schlömen 23 (Standort) | Wohnstallhaus                        | Eingeschossiger Traufseitbau, bezeichnet „1858“, 1907 erweitert                                           | D-4-77-143-10 | BW                                   |
| Bahnlinie Weiden – Neuenmarkt-Wirsberg (Standort) | Eisenbahnbrücke über den Weißen Main | Vierjochig, stichbogig, Sandsteinquader, 1853                                                             | D-4-77-143-11 | Eisenbahnbrücke über den Weißen Main |
| Berg, ca. 3 km vom Ort an der Straße nach Trebgast, neben Steinkreuz ehemals zusammen mit Steinkreuz unter der Nummer D-4-77-143-15 aufgeführt (Standort) | Marter                               | Spätgotische Martersäule                                                                                  | D-4-77-143-12 | weitere Bilder                       |
| Berg, an der Straße von Trebgast nach Himmelkron, neben Marter (Standort)                                                                                 | Steinkreuz                           | Mittelalterlich                                                                                           | D-4-77-143-13 | weitere Bilder                       |

### See
| Lage             | Objekt        | Beschreibung                                                                 | Akten-Nr.     | Bild |
| ---------------- | ------------- | ---------------------------------------------------------------------------- | ------------- | ---- |
| See 7 (Standort) | Wohnstallhaus | Zweigeschossiger Giebelbau mit Sandsteinquadererdgeschoss, bezeichnet „1821“ | D-4-77-143-14 | BW   |